# Helios (lent)

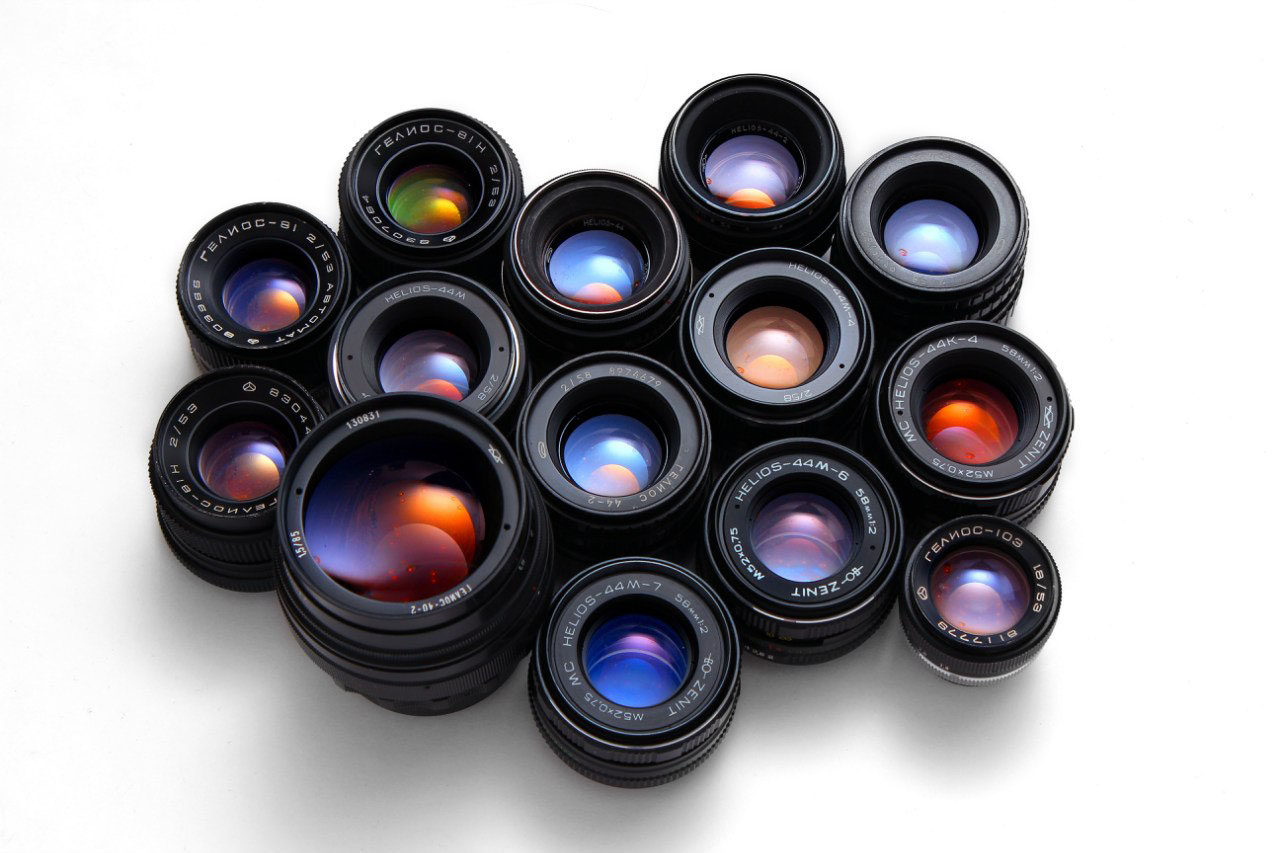
Objectius Helios

Helios (en rus: Ге́лиос, pronunciat aproximadament Giélios) és una marca d'objectius fotogràfics fets en l'antiga URSS i posteriorment a Rússia. Particularment els Helios-44, en diverses versions diferents, van equipar a milions de càmeres Zenit amb muntura M42. Alguns Helios també es van produir en les muntures Pentax K i Nikon F. Els objectius Helios-44 i Helios-40 van ser derivats de la fórmula òptica del Carl Zeiss Biotar.

## Llista d'objectius Helios

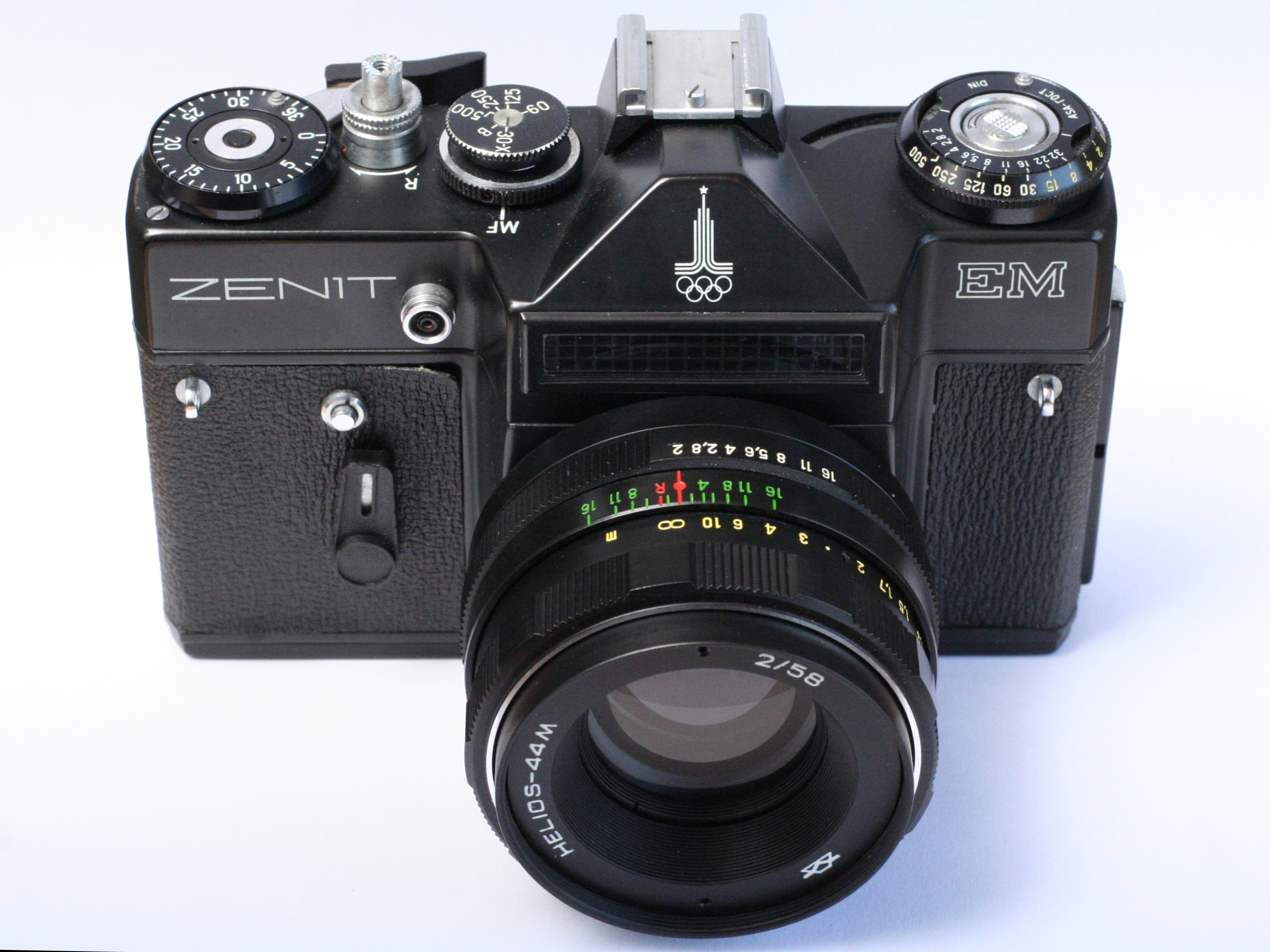
Zenit EM i Helios-44M 2/58 de 1978 Edició Commemorativa Jocs Olímpics Moscou 1980

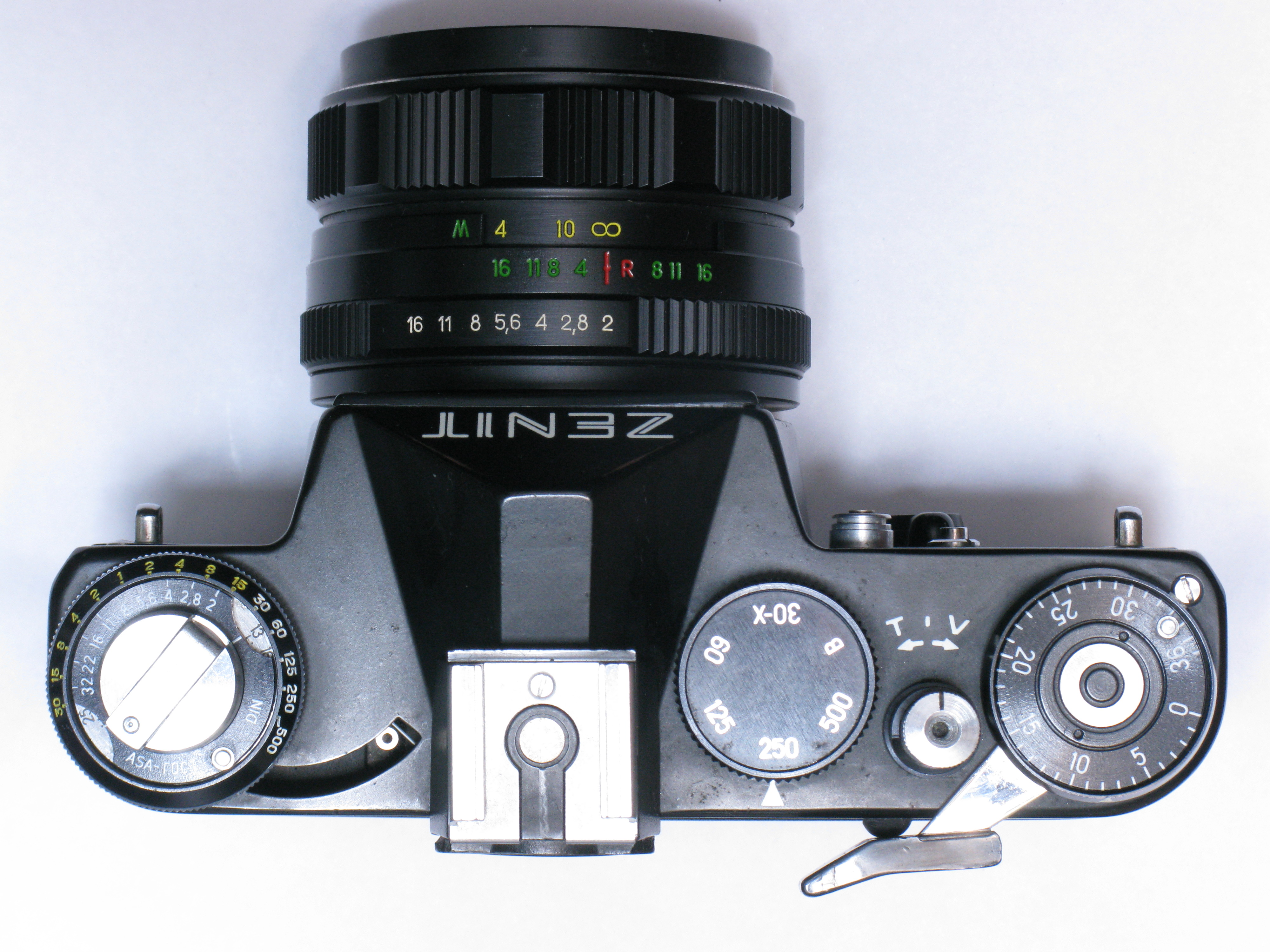
Zenit 11 i Helios-44 58mm f2 muntura rosca M42 vista superior

| Model       | Muntura | Longitud Focal | Diafragma màxim | Diafragma mínim |
| ----------- | ------- | -------------- | --------------- | --------------- |
| Helios-2    | M42     | 45mm           | ƒ/2.0           | ƒ/16            |
| Helios-33   | M42     | 35mm           | ƒ/2.0           | ƒ/16            |
| Helios-40   | M39     | 85mm           | ƒ/1.5           | ƒ/22            |
| Helios-40-2 | M42     | 85mm           | ƒ/1.5           | ƒ/22            |
| Helios-44   | M42, K  | 58mm           | ƒ/2.0           | ƒ/16            |
| Helios-53   | M42     | 200mm          | ƒ/2.5           | ƒ/16            |
| Helios-65   | M42     | 52mm           | ƒ/2.0           | ƒ/22            |
| Helios-70   | M42, K  | 52mm           | ƒ/1.9           | ƒ/16            |
| Helios-77   | M42, K  | 52mm           | ƒ/1.8           | ƒ/16            |
| Helios-81   | F       | 52mm           | ƒ/2.0           | ƒ/16            |
| Helios-85   | M42     | 85mm           | ƒ/2.0           | ƒ/16            |
| Helios-88   | M42     | 50mm           | ƒ/1.9           | ƒ/16            |
| Helios-97   | M42     | 52mm           | ƒ/2.0           | ƒ/16            |
| Helios-98   | M42     | 28mm           | ƒ/2.8           | ƒ/16            |
| Helios-101  | M42     | 52mm           | ƒ/1.8           | ƒ/16            |
| Helios-107  | M42     | 65mm           | ƒ/2.8           | ƒ/22            |